# Dick Curtis
Dick Curtis (Newport, 11 de mayo de 1902-Hollywood, 3 de enero de 1952) fue un actor estadounidense que apareció en más de 230 películas y series de televisión durante su carrera.

## Carrera
Curtis nació con el nombre de Richard Dye en Newport, Kentucky. De alta estatura, Curtis compartió cartel con actores como Charles Starrett o Los tres chiflados. En la mayoría de las películas en las que participó interpretaba a villanos o a matones. Apareció en series de televisión como El llanero solitario o The Range Rider. También apareció en Fiebre del oro de California, Spook Town, The Gene Autry Show y muchas otras series.
Aunque su fuerte era interpretar papeles de villano, Curtis poseía un auténtico toque cómico. Como tal, el público moderno reconocerá a Curtis por sus papeles en películas como Yes, We Have No Bonanza, You Nazty Spy! y The Three Troubledoers.

### Pioneertown
Con la ayuda de su amigo y actor, Rusell Hayden, Curtis ayudó a desarrollar Pioneertown, un escenario destinado a la realización de películas del oeste localizado en el sureste de California y que fue utilizado para realizar un gran número de películas y series de televisión del oeste.

## Muerte
Curtis murió de cáncer de pulmón el 3 de enero de 1952, quince días antes de que muriera Curly Howard, y dos meses antes de que muriera Eddie Laughton en marzo.
Se encuentra enterrado en el Cementerio de Holy Cross en Culver City, California.

## Filmografía
- Counsel for Crime (1937)
- The Gambling Terror (1937)
- Penitentiary (1938)
- Flat Foot Stooges (1938)
- Adventure in Sahara (1938)
- North of Shanghai (1939)
- We Want Our Mummy (1939)
- Yes, We Have No Bonanza (1939)
- Oily to Bed, Oily to Rise (1939)
- You Nazty Spy! (1940)
- Rockin' thru the Rockies (1940)
- Across the Sierras (1941)
- Two Yanks in Trinidad (1942)
- Higher Than a Kite (1943)
- The Phantom (1943)
- Crash Goes the Hash (1944)
- The Three Troubledoers (1946)
- Wyoming (1947)
- Three Arabian Nuts (1951)
- Don't Throw That Knife (1951)
- The Tooth Will Out (1951)